# Anhydrit
Anhydrit, auch als Anhydritspat bekannt, ist ein häufig vorkommendes Mineral aus der Mineralklasse der „Sulfate (und Verwandte)“ mit der chemischen Zusammensetzung Ca[SO4] und damit chemisch gesehen Calciumsulfat.
Anhydrit kristallisiert im orthorhombischen Kristallsystem und entwickelt meist grobkörnige, massige Aggregate, aber auch würfelige und prismatische Kristalle bis etwa 20 cm Größe. In reiner Form ist Anhydrit durchsichtig und farblos. Durch vielfache Lichtbrechung aufgrund von Gitterbaufehlern oder polykristalliner Ausbildung kann er aber auch durchscheinend weiß sein und durch Fremdbeimengungen eine bläuliche, rötliche, violette oder braune Farbe annehmen. Die Strichfarbe von Anhydrit ist allerdings immer weiß. Sichtbare Kristallflächen zeigen einen glasartigen Glanz, lamellare oder körnige Aggregate dagegen eher Perlmutt- bis Fettglanz.
Mit einer Mohshärte von 3 bis 3,5 gehört Anhydrit zu den mittelharten Mineralen, die sich mit einer Kupfermünze ritzen lassen. Seine Dichte von rund 3 g/cm3 entspricht der von Zement.
Ganz überwiegend aus dem Mineral Anhydrit bestehende, also monomineralische Gesteine mit nur geringen Beimengungen anderer Minerale wie Quarz oder Tonmineralen werden ebenfalls als Anhydrit oder Anhydritstein bezeichnet. An oder nahe der Erdoberfläche sind diese jedoch oft durch den Kontakt mit Wasser zu Gips aufgequollen.

## Etymologie und Geschichte
Erstmals entdeckt wurde das Mineral 1794 durch Nicolaus Poda von Neuhaus, der es als Muriacit bezeichnete, in der irrtümlichen Ansicht, es wäre salzsaurer Kalk und würde Salzsäure (acidum muriaticum) enthalten:

„Eben dieser Herr Abbé Poda hat unlängst eine neue Kalkart entdeckt, die er nach ihren Bestandtheilen salzsauren Kalk, oder nach der heutigen Methode, neue Foßilien zu taufen, Muriacit nennt, weil sie aus Kalkerde, Kochsalzsäure, und Waßer bestehet.“

Durch spätere Analysen konnte jedoch nachgewiesen werden, dass es sich um schwefelsauren Kalk handelte, also um wasserfreies Calciumsulfat. Der französische Mineraloge René-Just Haüy benannte das Mineral 1801 daher nach dieser Eigenschaft als chaux sulfatée anhydre (deutsch: wasserfreier Sulfatkalk). Martin Heinrich Klaproth bestätigte 1803 ebenfalls, dass das irrtümlich als Muriacit bezeichnete Mineral keinerlei Salzsäure enthielt, da es durch Silbernitrat (salpetersaure Silbersolution) keine Trübung erfuhr. Klaproth überließ es allerdings den stimmberechtigten Mineralogen, entweder den Namen Muriacit beizubehalten oder die von B. R. Werner geprägte Bezeichnung Anhydrit anzunehmen.
Den bis heute gültigen Namen Anhydrit (von altgriechisch ἄ(ν)- á(n)-, deutsch ‚un-, ent-, -los‘, und ὕδωρ hýdōr, deutsch ‚Wasser‘) prägte ein Jahr später schließlich Abraham Gottlob Werner in seinem Handbuch der Mineralogie.
Als Typlokalitäten gelten das Salzbergwerk bei Hall in Tirol in Österreich und das Kaliwerk bei Leopoldshall in Deutschland.
Das Typmaterial des Minerals wird an der Technischen Universität Bergakademie Freiberg in Deutschland unter der Katalog-Nr. 16538 aufbewahrt.

## Klassifikation
Bereits in der veralteten, aber noch gebräuchlichen 8. Auflage der Mineralsystematik nach Strunz gehörte der Anhydrit zur Mineralklasse der „Sulfate, Selenate, Tellurate, Chromate, Molybdate, Wolframate“ und dort zur Abteilung der „Wasserfreien Sulfate ohne fremde Anionen“, wo er zusammen mit Aphthitalit (Glaserit) die „Glaserit-Anhydrit-Gruppe“ mit der System-Nr. VI/A.07 und den weiteren Mitgliedern Glauberit, Kalistrontit und Palmierit bildete.
Im zuletzt 2018 aktualisierten „Lapis-Mineralienverzeichnis“, das sich aus Rücksicht auf private Sammler und institutionelle Sammlungen noch nach dieser klassischen Systematik von Karl Hugo Strunz richtet, erhielt Anhydrit die System- und Mineral-Nr. VI/A.08-50. In der „Lapis-Systematik“ entspricht dies der Abteilung „Wasserfreie Sulfate [SO4]2−, ohne fremde Anionen“, wo das Mineral zusammen mit Aphthitalit, Bubnovait, Glauberit, Ivsit, Kalistrontit, Möhnit und Palmierit eine eigenständige, aber unbenannte Gruppe bildet.
Die seit 2001 gültige und von der International Mineralogical Association (IMA) bis 2009 aktualisierte 9. Auflage der Strunz’schen Mineralsystematik ordnet den Anhydrit in die Klasse der „Sulfate (Selenate, Tellurate, Chromate, Molybdate und Wolframate)“ und dort in die Abteilung der „Sulfate (Selenate usw.) ohne zusätzliche Anionen, ohne H2O“ ein. Diese Abteilung ist allerdings weiter unterteilt nach der Größe der beteiligten Kationen, so dass das Mineral entsprechend seiner Zusammensetzung in der Unterabteilung „Mit ausschließlich großen Kationen“ zu finden ist, wo es als einziges Mitglied die unbenannte Gruppe 7.AD.30 bildet.
Auch die Systematik der Minerale nach Dana ordnet den Anhydrit in die Klasse der „Sulfate, Chromate und Molybdate“ und dort in die Abteilung der „Sulfate“. Hier ist er einziges Mitglied in der unbenannten Gruppe 28.03.02 innerhalb der Unterabteilung der „Wasserfreien Säuren und Sulfate (A2+)XO4“ zu finden.

## Kristallstruktur

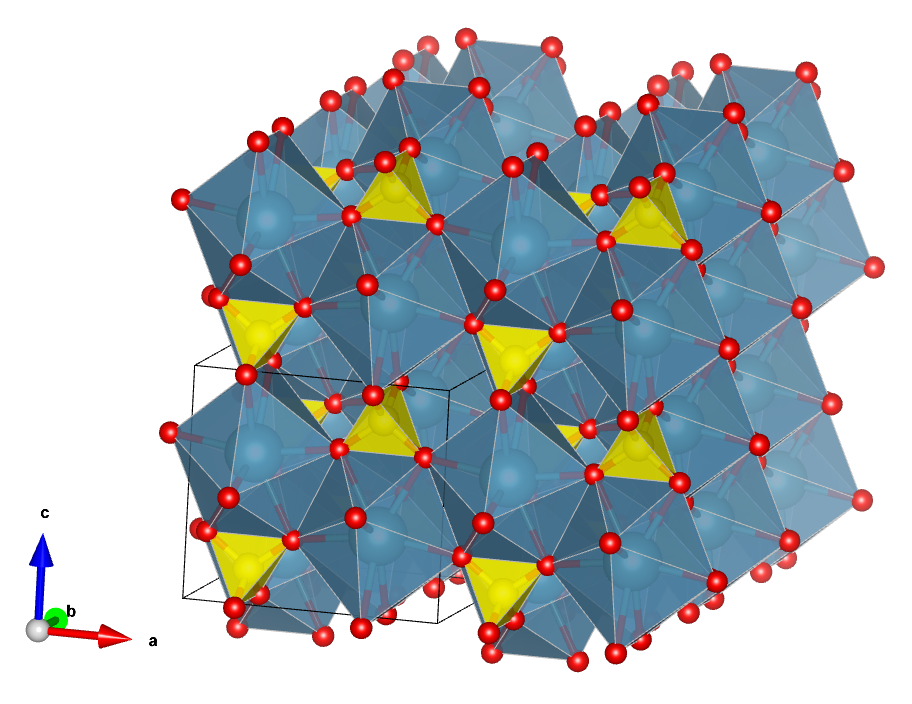
Kristallstruktur von Anhydrit
blue Ca yellow S red O

Anhydrit kristallisiert orthorhombisch in der Raumgruppe Amma (Raumgruppen-Nr. 63, Stellung 3) mit den Gitterparametern a = 6,99 Å; b = 7,00 Å und c = 6,24 Å sowie 4 Formeleinheiten pro Elementarzelle.
In der Kristallstruktur von Anhydrit sind die Calcium-Atome von jeweils insgesamt 8 Sauerstoff-Atomen umgeben, die ein Trigondodekaeder bilden. Parallel der z-Achse [001] bilden sich in der Reihenfolge abwechselnde, kantenverknüpfte Dodekaeder und [SO4]-Tetraeder stabile Ketten. Die kantenverknüpften Dodekaeder bilden in parallel der a-Achse [100] ebenfalls Ketten sowie über gemeinsame Ecken Ketten parallel der b-Achse [010].

## Eigenschaften

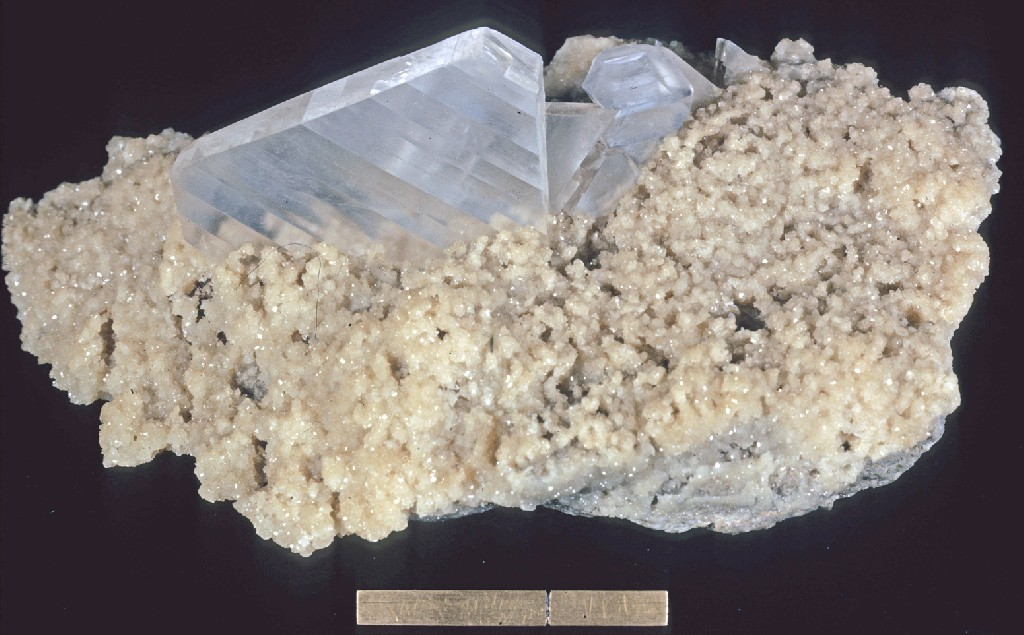
Anhydritkristalle im Muttergestein mit klar erkennbaren Spaltflächen

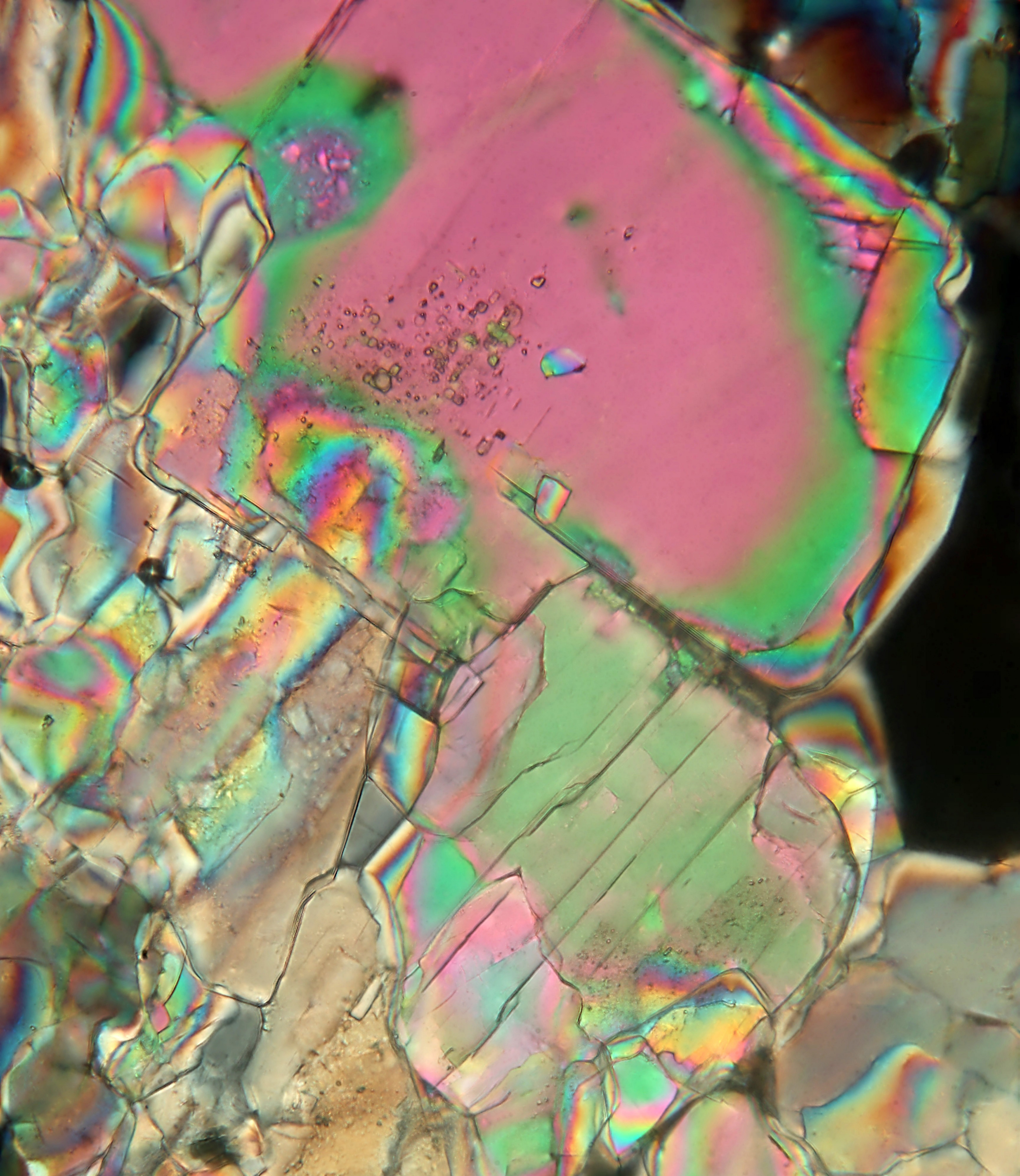
Anhydritkristalle im Dünnschliff bei gekreuzten Polarisatoren mit den typischen eher blassen Interferenzfarben

Anhydrit-Kristalle haben eine gute Spaltbarkeit und weisen daher oft drei im rechten Winkel zueinander stehende Spaltflächen auf. Sie lassen sich dadurch von den ansonsten äußerlich sehr ähnlichen Gips-Kristallen unterscheiden.
Steht Anhydrit unter permanenter Feuchtigkeitseinwirkung, so nimmt er Wasser auf, und wandelt sich in Gips um. Durch diese Einlagerung von Kristallwasser kann das Volumen um mehr als 50 % zunehmen. Diese auch als Aufquellung bezeichnete Volumenzunahme eines Anhydritkörpers im Untergrund kann sich bis an die Erdoberfläche durchpausen und dort unter Umständen Schäden an Gebäuden hervorrufen, wie im Fall der Hebungsrisse in Staufen im Breisgau.
Im Bergbau können aufquellende Anhydritschichten die Stollen verengen (Zwergenlöcher, Quellungshöhlen) und das Nebengestein sprengen. Gleiches gilt für den Tunnelbau, wie zum Beispiel beim Adlertunnel (CH), Engelbergtunnel, Weinsberger Tunnel oder auch bei den Tunneln von Stuttgart 21, welche zum Teil durch Anhydritschichten verlaufen.
Anhydrit in Reinform ist daher als Baustoff nicht geeignet.

## Modifikationen und Varietäten
- Angelit ist die Handelsbezeichnung für ein feinkörniges und durchscheinendes, graublauviolettes Anhydrit-Aggregat.[21][22]
- Als Vulpinit wird körniges Anhydrit-Aggregat bezeichnet.[6]

## Bildung und Fundorte

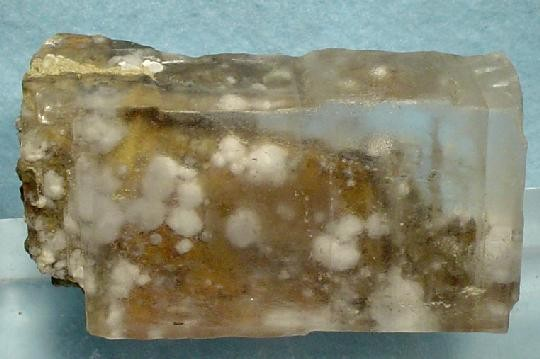
Weißer, kugelförmiger Anhydrit als Inklusion in Halit aus Polen

Anhydrit ist ein gesteinsbildendes Mineral. Als solches findet es sich in sedimentären Abfolgen von Evaporiten, in denen es zumeist aus der diagenetischen Dehydratation von Gips hervorgegangen ist, der wiederum aus salzübersättigtem Meerwasser ausgefallen ist. Nur bei Wassertemperaturen von mehr als 35 °C kann Anhydrit direkt ausgefällt werden, was in der Regel nur im Gezeitenbereich möglich ist. In Evaporiten kommt Anhydrit primär zumeist entweder mit Calcit, Dolomit und Gips oder mit Gips und Halit vor. Seltenere Begleitminerale sind unter anderem Coelestin, Magnesit, Polyhalit, Sylvin und Schwefel.
Als häufige Mineralbildung ist Anhydrit an vielen Fundorten anzutreffen, wobei bisher (Stand: 2015) rund 1400 Fundorte als bekannt gelten. Erwähnenswert aufgrund von außergewöhnlichen Kristallfunden ist unter anderem Naica in Chihuahua (Mexiko), in der Drusen mit bis zu 20 cm langen Anhydritkristallen gefunden wurden sowie Wieliczka in Polen, wo bis zu 2 cm große Kristalle zutage traten.
In Deutschland tritt Anhydrit unter anderem im Schwarzwald, bei Heilbronn, Müllheim und der Schwäbischen Alb in Baden-Württemberg; im Frankenland und Oberbayern; bei vielen Orten in Hessen und Niedersachsen; bei Aachen, Rheinberg und im Sauerland in Nordrhein-Westfalen; in der rheinland-pfälzischen Eifel; bei Saarbrücken und Saarlouis im Saarland; im Harz von Niedersachsen bis Thüringen (z. B. Kohnstein); im Erzgebirge und bei Zwickau in Sachsen; bei Bad Segeberg in Schleswig-Holstein sowie bei Gera, im Kyffhäuser und im Thüringer Wald auf.
In Österreich findet sich das Mineral unter anderem bei Pöttsching im Burgenland, in den Gailtaler Alpen und den Karnischen Alpen in Kärnten, am Semmering in Niederösterreich, an mehreren Orten von Salzburg und der Steiermark, in Nordtirol sowie in Oberösterreich.
In der Schweiz wurde Anhydrit an mehreren Orten im Kanton Wallis, bei Felsenau/Leuggern und Schafisheim im Kanton Aargau, bei Leissigen im Kanton Bern, in den Graubündner Tälern Val Cristallina und Val Milà, bei Airolo und Lavorgo im Tessin, in den Salz- und Schwefelbergwerken nahe Bex und Sublin im Kanton Waadt sowie an mehreren Stellen während des Baus des Gotthardtunnels nachgewiesen.
Weitere Fundorte liegen unter anderem in Afghanistan, Ägypten, Algerien, Argentinien, Armenien, Australien, Bolivien, Brasilien, Bulgarien, Chile, der Volksrepublik China, Dänemark, Ecuador, Frankreich, Griechenland, Guatemala, Indonesien, Iran, Irland, Island, Israel, Italien, Japan, Kanada, Kasachstan, Katar, Kolumbien, Demokratische Republik Kongo, Kuba, Litauen, Madagaskar, Malta, Marokko, Mexiko, Mongolei, Namibia, Neuseeland, Niederlande, Norwegen, Pakistan, Panama, Papua-Neuguinea, Peru, die Philippinen, Rumänien, Russland, Saudi-Arabien, Schweden, Serbien, Simbabwe, Slowakei, Slowenien, Spanien, Südafrika, Taiwan, Thailand, Tschechien, Tunesien, Türkei, Ukraine, Ungarn, Usbekistan, das Vereinigte Königreich, die Vereinigten Staaten von Amerika.
Auch in Gesteinsproben des Mittelatlantischen Rückens, des Zentralindischen Rückens, der Bismarcksee, des Chinesischen Meeres und des Ostpazifischen Rückens sowie außerhalb der Erde auf dem Mond (Mare Crisium) konnte Anhydrit gefunden werden.
Anhydrit kann zudem durch Brennen von Gips entstehen. Bei Temperaturen um 100 °C verbleibt im Gipsstein etwas Kristallwasser, wodurch Halbhydrat entsteht; bei höheren Temperaturen wird das gesamte Kristallwasser entzogen und es entsteht Anhydrit.

## Verwendung

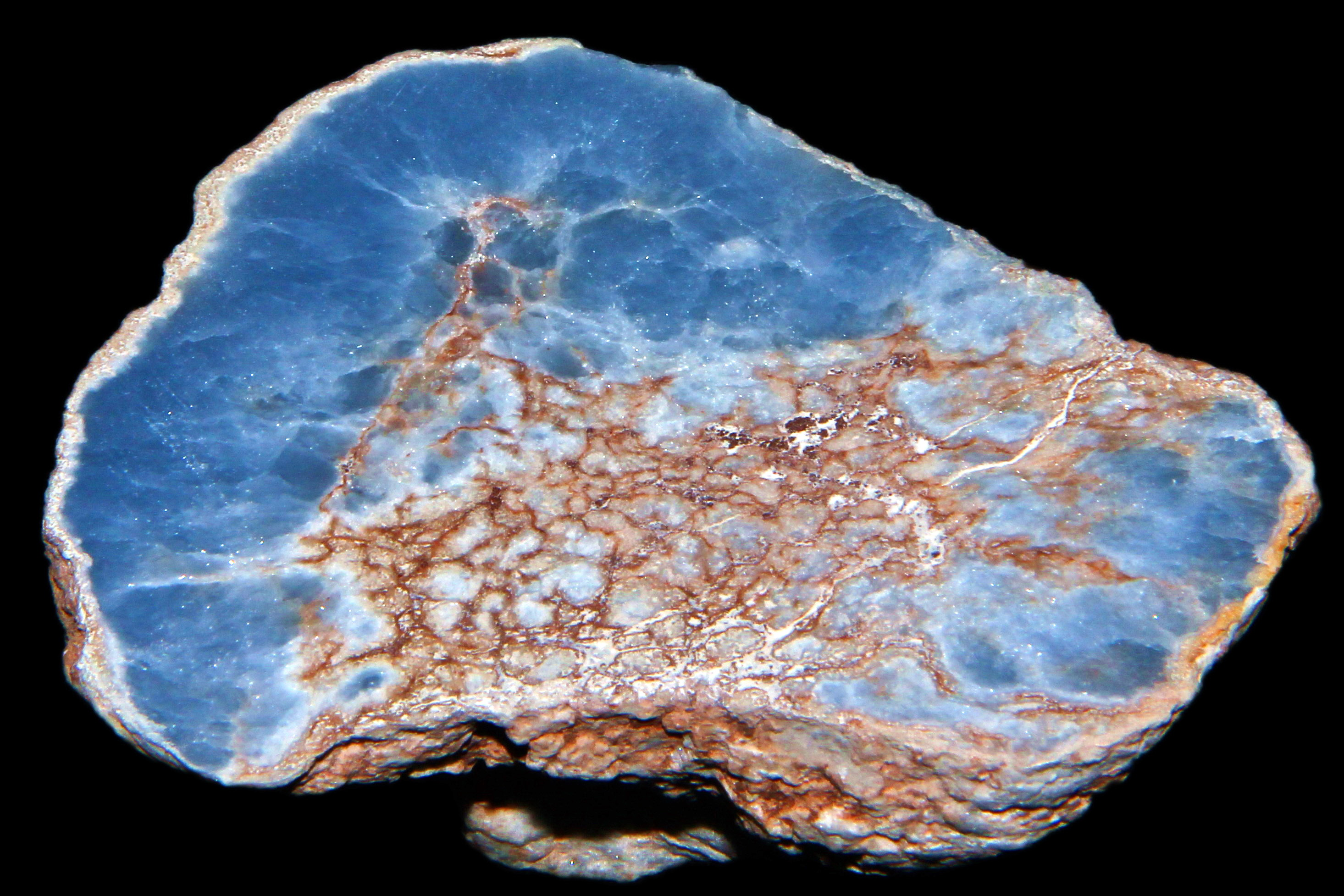
Angelit-Rohstein

Mit Zuschlägen (Gesteinskörnung) vermischt wird Anhydrit als Estrich verwendet. Unter Zugabe von Sägespänen erhält man Holzbeton.
Anhydrit wird in Pulverform zu Klebstoff für Fliesen verarbeitet, allerdings muss ein „Anreger“, meist Kaliumsulfat (K2SO4) oder auch Calciumoxid (CaO), beigesetzt werden. Der Anreger, dessen Anteil 3–15 % beträgt, beschleunigt die Wassereinlagerung, wodurch sich Anhydrit zu Gips umwandelt. Die Umwandlung von Anhydrit zu Gips erfolgt aber nur zu etwa 65 %, wobei Gips für die schnelle Trocknung sorgt und Anhydrit als Gerüst für die hohe Festigkeit. Derartige Anhydritbinder sind lufthärtende, nicht hydraulische Bindemittel aus natürlichem oder synthetischem Anhydrit. Sie sind in ihren physikalischen und chemischen Eigenschaften mit Gips vergleichbar. Calciumsulfatbinder wird zum Beispiel im Wohnungsbau zur Herstellung von Calciumsulfatestrich oder Calciumsulfat-Fließestrich verwendet.
Pulverisierter Anhydrit ist Bestandteil von Zement und wird auch bei der Produktion von Schwefelsäure und Porenbeton eingesetzt.
Die unter dem Handelsnamen Angelit bekannte, graublauviolettfarbige Varietät wird als Schmuckstein verwendet und meist in Form von Handschmeichlern sowie verschliffen zu Cabochonen und Kugelperlen zu verschiedenen Schmuckstücken verarbeitet. Da der Stein nur eine geringe Härte besitzt (Mohshärte 3 bis 3,5) und zudem eine hohe Spaltneigung zeigt, wird er zum Schutz vor Beschädigung mit Kunstharz stabilisiert.